# Kawanabe Kyōsui

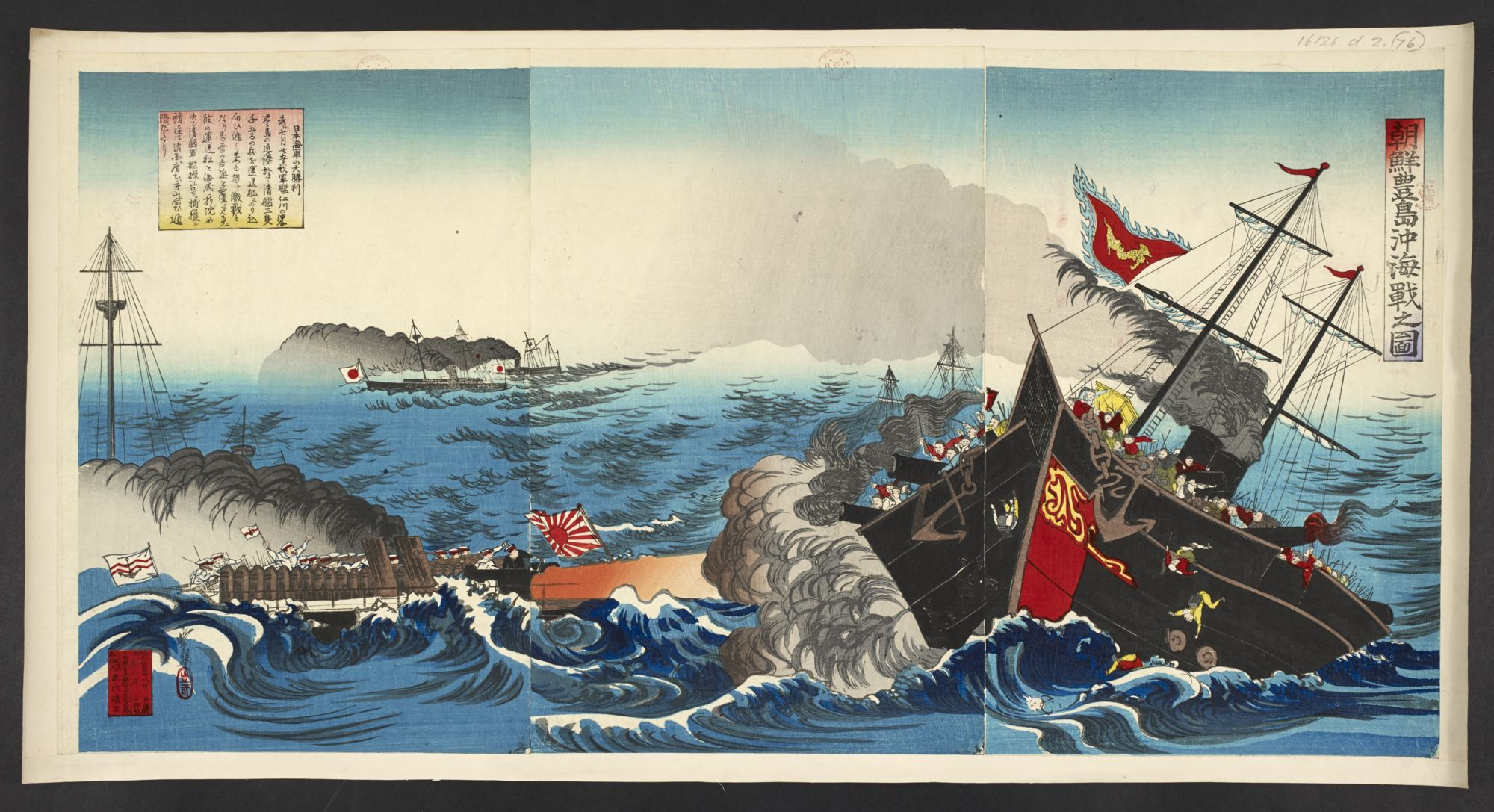
Ilustración de la batalla naval de Pungdo (朝鮮豊島沖海戦之図) dibujada por Kyōsui en 1894

Kawanabe Kyōsui, 河鍋 暁翠 también conocida como Kawanabe Gyōsui, (Tokio, 4 de enero de 1868-7 de mayo de 1935) fue una artista japonesa de nihonga y ukiyoe del periodo Meiji.

## Trayectoria
Nació durante la revolución Meiji de Japón y comenzó a pintar con su padre el artista Kawanabe Kyōsai, conocido por su carácter innovador y excéntrico. Kyōsai animaba a sus alumnos a copiar su trabajo con cuidado para que fuesen más eficientes. Como alumna suya, Kyōsui se convirtió en una experta en ello, produciendo obras que son indistinguibles de las de su padre, creadas en su nombre. Fue aceptada en el segundo Naikoku Kaiga Kyoshinkai (内国共進会, Concurso Nacional de Pintura) a los 17 años.
En 1902, un año después de su apertura, Kyōsui se convirtió en la primera mujer profesora en la institución de artes, la Private Women's School of Fine Arts, actual Universidad de Arte y Diseño Joshibi, como maestra de nihonga.

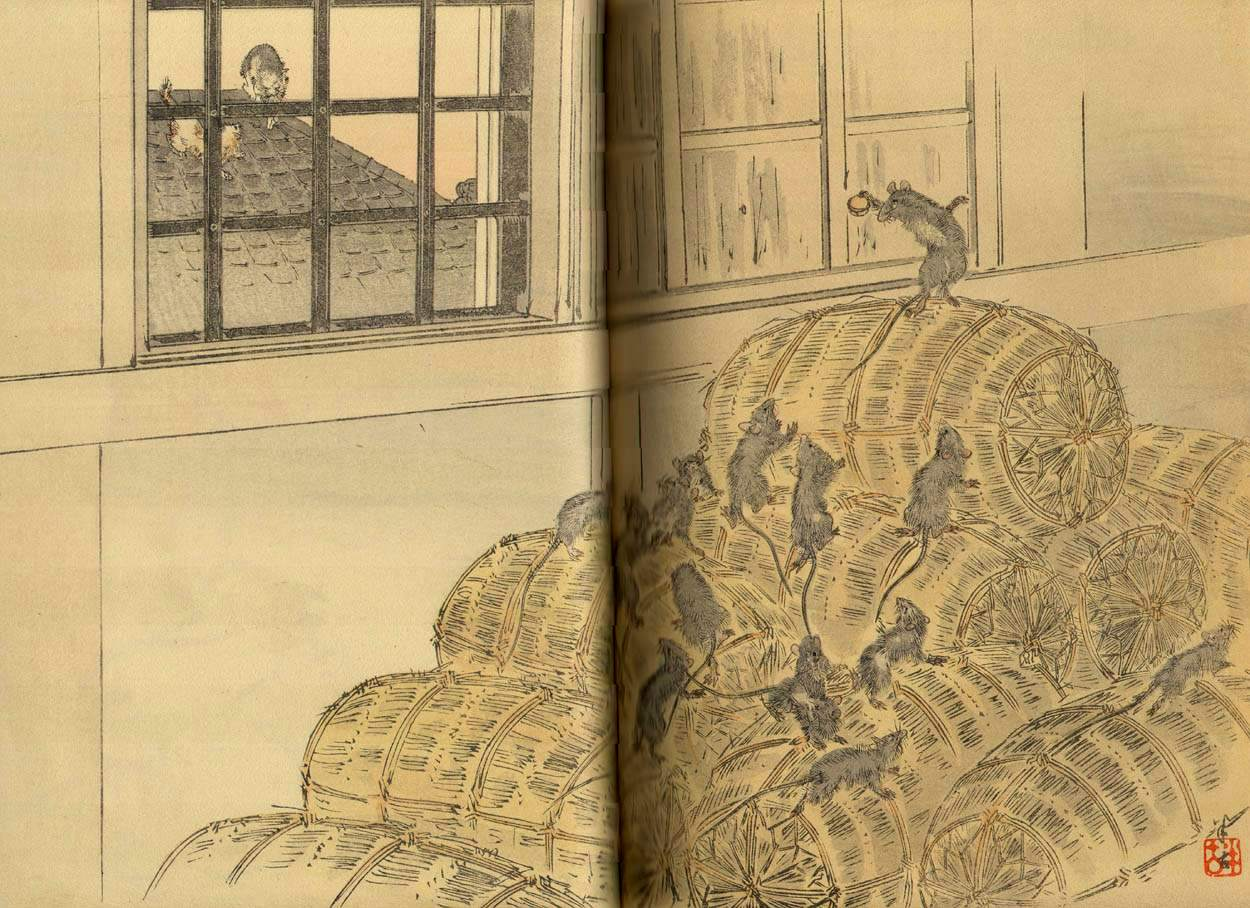
Fábula del poeta Jean de La Fontaine Los ratones en consejo ilustrada por Kyōsui en 1894

Kyōsui se especializó en géneros como pinturas budistas devocionales, imágenes bijin-ga y escenas del teatro noh y kyōgen. También representó los interiores de las habitaciones. Tiempo después de convertirse en maestra de nihonga se unió al movimiento artístico Shin-hanga, cuyos personajes y estilos rememoran imágenes del pasado.
Una gran colección del trabajo de Kyōsui se encuentra en el Museo Conmemorativo Kawanabe Kyosai en Warabi (Saitama). Su trabajo también se puede encontrar en la colección del Museo Británico.
Una de sus obras, una xilografía nishiki-e en formato tríptico titulada "Etiqueta femenina: concurso poético", editada en Tokio en 1894 por Takegawa Seikichi, forma parte de la colección Pasamar-Onila depositada en el Museo de Zaragoza.

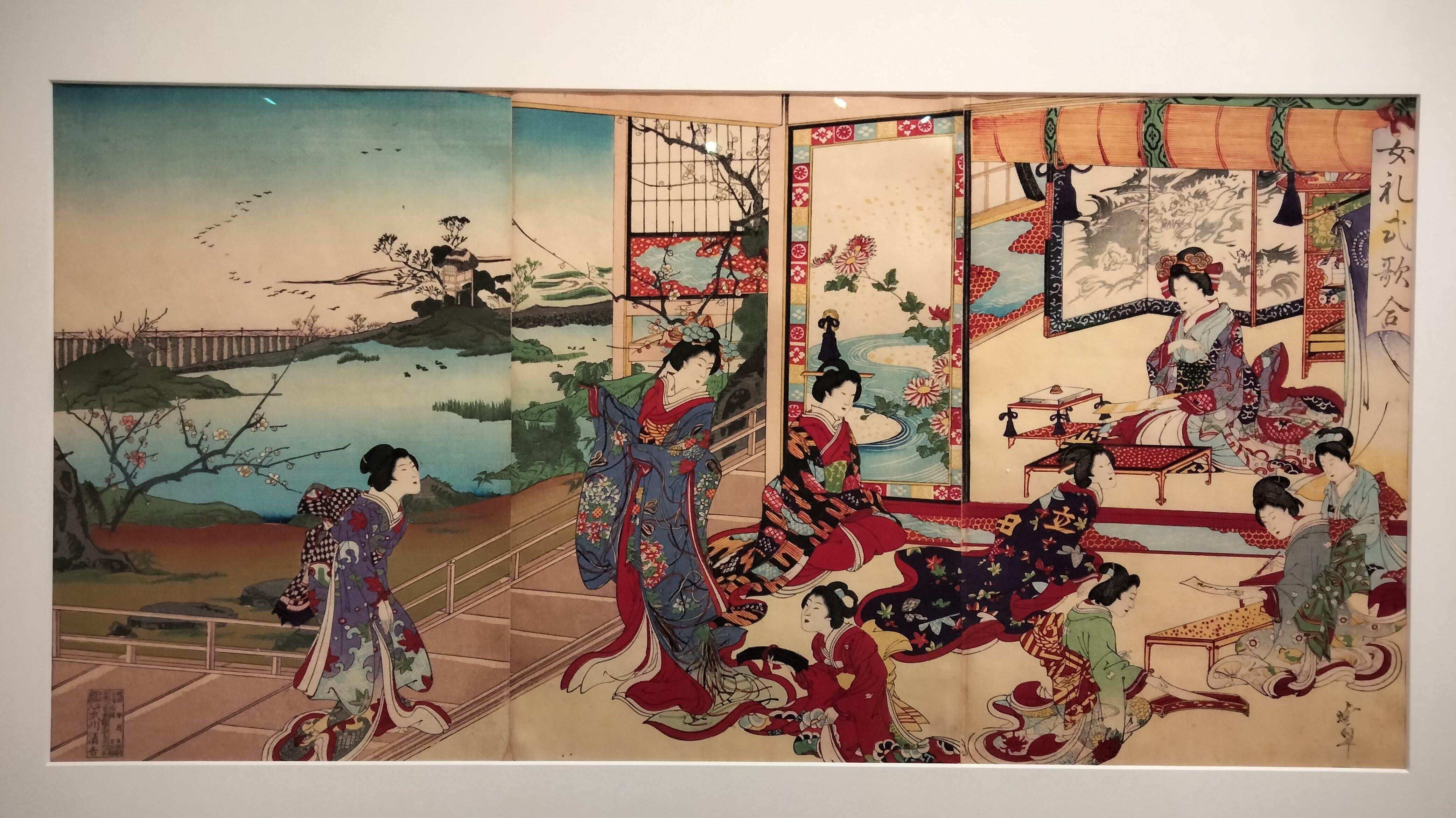
Etiqueta femenina: concurso poético, Xilografía japonesa nishiki-e (tríptico). Tokyo, 1894.